# Коулбрук (переписна місцевість, Нью-Гемпшир)
Коулбрук (англ. Colebrook) — переписна місцевість (CDP) в США, в окрузі Коос штату Нью-Гемпшир. Населення — 1201 особа (2020).

## Географія
Коулбрук розташований за координатами 44°53′42″ пн. ш. 71°29′40″ зх. д. / 44.89500° пн. ш. 71.49444° зх. д. (44.894949, -71.494433).  За даними Бюро перепису населення США в 2010 році переписна місцевість мала площу 7,01 км², з яких 6,81 км² — суходіл та 0,20 км² — водойми.

## Демографія
Згідно з переписом 2010 року, у переписній місцевості мешкали 1394 особи в 687 домогосподарствах у складі 344 родин. Густота населення становила 199 осіб/км².  Було 788 помешкань (112/км²).
Расовий склад населення:
| - 97,3 % — білих - 0,6 % — азіатів - 0,3 % — чорних або афроамериканців - 0,1 % — корінних американців |

До двох чи більше рас належало 1,4 %. Частка іспаномовних становила 1,2 % від усіх жителів.
За віковим діапазоном населення розподілялося таким чином: 20,2 % — особи молодші 18 років, 59,1 % — особи у віці 18—64 років, 20,7 % — особи у віці 65 років та старші. Медіана віку мешканця становила 44,7 року. На 100 осіб жіночої статі у переписній місцевості припадало 90,2 чоловіків;  на 100 жінок у віці від 18 років та старших — 88,2 чоловіків також старших 18 років.
Середній дохід на одне домашнє господарство  становив 47 620 доларів США (медіана — 35 625), а середній дохід на одну сім'ю — 59 233 долари (медіана — 49 886). Медіана доходів становила 46 000 доларів для чоловіків та 36 650 доларів для жінок. За межею бідності перебувало 23,8 % осіб, у тому числі 38,9 % дітей у віці до 18 років та 7,0 % осіб у віці 65 років та старших.
Цивільне працевлаштоване населення становило 656 осіб. Основні галузі зайнятості: освіта, охорона здоров'я та соціальна допомога — 29,0 %, мистецтво, розваги та відпочинок — 17,1 %, сільське господарство, лісництво, риболовля — 11,0 %, роздрібна торгівля — 10,7 %.